# Diskografie Kool Savase
Tento článek pojednává o diskografii německého rappera tureckého původu Kool Savase.

## Alba

### Studiová alba
| Rok  | Název                        | Umístění v hitparádách | Umístění v hitparádách | Umístění v hitparádách | Poznámky                                                                         |
| Rok  | Název                        | DE                     | AT                     | CH                     | Poznámky                                                                         |
| ---- | ---------------------------- | ---------------------- | ---------------------- | ---------------------- | -------------------------------------------------------------------------------- |
| 2002 | Der beste Tag meines Lebens  | 6                      | –                      | 63                     | První studiové album                                                             |
| 2004 | Die besten Tage sind gezählt | 12                     | –                      | -                      | Remixy songů z prvního studiového alba, součástí je i mixtape Euer bester Freund |
| 2007 | Tot oder lebendig            | 10                     | 51                     | 13                     | Druhé studiové album, vyšlo i ve speciální edici spolu s DVD                     |
| 2011 | Aura                         | 1                      | 6                      | 1                      | Třetí studiové album                                                             |
| 2014 | Märtyrer                     | 1                      | 3                      | 1                      | Čtvrté studiové album                                                            |

### Kolaborace
| Rok  | Název                                    | Umístění v hitparádách | Umístění v hitparádách | Umístění v hitparádách | Poznámky                                                        |
| Rok  | Název                                    | DE                     | AT                     | CH                     | Poznámky                                                        |
| ---- | ---------------------------------------- | ---------------------- | ---------------------- | ---------------------- | --------------------------------------------------------------- |
| 1997 | Hoes, Flows, Moneytoes                   | –                      | –                      | -                      | S Taktlo$$em jako skupina Westberlin Maskulin                   |
| 2000 | Battlekings                              | –                      | –                      | -                      | S Taktlo$$em jako skupina Westberlin Maskulin                   |
| 2001 | NLP – Neuro-Linguistische Programmierung | –                      | –                      | -                      | Album skupiny MOR – Masters of Rap, jíž byl Kool Savas součástí |
| 2003 | Nur noch 24 Stunden                      | 84                     | –                      | -                      | Album skupiny Freunde der Sonne, jíž byl Kool Savas součástí    |
| 2005 | One                                      | 5                      | 32                     | 33                     | Společné album s Azadem                                         |
| 2012 | Gespaltene Persönlichkeit                | 1                      | 3                      | 1                      | Společné album s Xavierem Naidoo pod názvem Xavas               |

### Ostatní
| Rok  | Název                                     | Umístění v hitparádách | Umístění v hitparádách | Umístění v hitparádách | Poznámky                                                                    |
| Rok  | Název                                     | DE                     | AT                     | CH                     | Poznámky                                                                    |
| ---- | ----------------------------------------- | ---------------------- | ---------------------- | ---------------------- | --------------------------------------------------------------------------- |
| 1997 | Demotape '97                              | –                      | –                      | -                      | Vydáno pod pseudonymem Juks                                                 |
| 2000 | Raps Sind Unsere Waffe                    | –                      | –                      | -                      | Kompilace                                                                   |
| 2002 | Optik Mixtape Volume 1                    | –                      | –                      | -                      | Společně s umělci působícími u vydavatelství Optik Records jako Optik Crew  |
| 2004 | Kool Savas goes Hollywood                 | –                      | –                      | -                      | Mixtape – o mix se postaral DJ Nicon                                        |
| 2006 | Optik Takeover 04 – Summer Edition        | –                      | –                      | -                      | Labelsampler Optik Records                                                  |
| 2005 | Die John Bello Story                      | 17                     | 42                     | 44                     | Mixtape                                                                     |
| 2006 | Optik Takeover 06                         | 8                      | –                      | -                      | Labelsampler Optik Records (také prezentováno jako Kool Savas & Optik Army) |
| 2006 | Kool Savas presents: Wer hatz erfunden?   | 98                     | –                      | -                      | Labelsampler Optik Schweiz, zmixovali DJ Sweap & DJ Pfund500                |
| 2007 | Kool Savas Goes Hollywoood 1.5            | –                      | –                      | -                      | Mixtape – zdarma ke stažení                                                 |
| 2007 | No Money? No Problem!                     | –                      | –                      | -                      | Mixtape – zdarma ke stažení                                                 |
| 2008 | The Best of                               | 34                     | 51                     | 29                     | Kompilace – dvojCD                                                          |
| 2008 | John Bello Story II                       | 10                     | 45                     | 13                     | Album, v roce 2009 vyšla "Brainwash edice" obsahující několik nových tracků |
| 2009 | Kool Savas presents: New Russian Standard | –                      | –                      | -                      | Labelsampler Optik Russia                                                   |
| 2010 | Optik Remixes                             | –                      | –                      | -                      | Mixtape s remixy Savasových songů od producenta Riptora                     |
| 2010 | John Bello Story III                      | 4                      | 10                     | 7                      | Album, vyšlo i jako "Essah edice" obsahující několik nových tracků          |

## Singly & EP
| Rok  | Název                          | Umístění v hitparádách | Umístění v hitparádách | Umístění v hitparádách | Poznámky                                                    |
| Rok  | Název                          | DE                     | AT                     | CH                     | Poznámky                                                    |
| ---- | ------------------------------ | ---------------------- | ---------------------- | ---------------------- | ----------------------------------------------------------- |
| 1999 | LMS/Schwule Rapper             | –                      | –                      | -                      | Vinyl singl                                                 |
| 2000 | Warum rapst du?                | –                      | –                      | -                      | EP                                                          |
| 2001 | Haus & Boot                    | 53                     | –                      | -                      | EP, Vinyl EP a Instrumentální verze                         |
| 2002 | Sag beschied/Keiner außer uns… | –                      | –                      | -                      | Dvojsingl spolu se Sentinem, Eko Freshem a Velezkou         |
| 2002 | Till ab Joe                    | 35                     | –                      | -                      | CD a vinyl singl                                            |
| 2003 | Optik Anthem                   | 48                     | –                      | 44                     | CD a vinyl singl spolu s Optik Crew                         |
| 2003 | Der Beste Tag Meines Lebens    | 45                     | –                      | -                      | Vinyl singl spolu s Valezkou                                |
| 2004 | Die besten Tage sind gezählt   | 32                     | –                      | -                      | CD a vinyl singl spolu s Lumidee                            |
| 2004 | Da Bin, Da Bleib               | 47                     | –                      | 91                     | CD a vinyl singl                                            |
| 2005 | Das Urteil                     | –                      | –                      | -                      | Vinyl singl                                                 |
| 2005 | Monstershit                    | 29                     | –                      | -                      | CD a vinyl singl spolu s Azadem                             |
| 2005 | All 4 One                      | 4                      | 24                     | 85                     | CD a vinyl singl spolu s Azadem                             |
| 2005 | Guck My Man                    | 27                     | –                      | -                      | CD a vinyl singl spolu s Azadem                             |
| 2006 | Das ist OR!                    | 28                     | –                      | -                      | CD a vinyl singl spolu s Optik Crew                         |
| 2006 | Komm mit mir                   | 26                     | 65                     | -                      | CD singl spolu s Ercandizem                                 |
| 2007 | Tot oder lebendig              | 67                     | –                      | -                      | CD singl                                                    |
| 2008 | Melodie                        | 68                     | –                      | -                      | CD singl spolu s Moe Mitchellem a Sennou Guemmour           |
| 2008 | On Top                         | 78                     | –                      | -                      | CD singl spolu s Azadem                                     |
| 2008 | Krone                          | –                      | –                      | -                      | E-singl spolu s Franky Kubrickem, Moe Mitchellem a Amarisem |
| 2009 | Was hat S.A.V. da vor?         | –                      | –                      | -                      | EP jako příloha hudebního časopisu Juice                    |
| 2010 | Immer wenn ich rhyme           | –                      | –                      | -                      | CD singl spolu s Olli Banjem, Azadem a Moe Mitchellem       |
| 2010 | Technopilot                    | –                      | –                      | -                      | CD singl spolu s Olli Banjem                                |
| 2011 | Aura                           | 14                     | 33                     | 13                     | Singl ze stejnojmenného alba                                |
| 2012 | Schau nicht mehr zurück        | 2                      | 16                     | 3                      | Singl z alba Gespaltene Persönlichkeit                      |
| 2014 | Matrix                         | 100                    | –                      | -                      | Singl z alba Märtyrer                                       |
| 2014 | Märtyrer                       | 51                     | 55                     | -                      | Singl ze stejnojmenného alba                                |

### Jako host
| Rok  | Název                                                               | Poznámky                                   |
| ---- | ------------------------------------------------------------------- | ------------------------------------------ |
| 1999 | Ihr müßt noch üben (S.T.F. feat. Kool Savas)                        |                                            |
| 2000 | King of Rap (Plattenpapzt feat. Kool Savas)                         | Z alba Full House                          |
| 2000 | Fehdehandschuh (Creutzfeld & Jakob feat. Kool Savas)                | Z alba Gottes Werk und Creutzfelds Beitrag |
| 2001 | That Smut Part 2 (Smut Peddlers feat. Kool Savas)                   |                                            |
| 2002 | Tiefschlaf (DJ Desue feat. Kool Savas, Eko Fresh & Valezka)         | Z alba Art of War                          |
| 2002 | D.U.T. – Dreckig Und Tight (J-Luv feat. Kool Savas)                 | Z alba Kontraste                           |
| 2003 | Nix is Umsonst (DJ Derezon feat. Kool Savas & J-Luv)                | Z alba Championz League // Episode II      |
| 2003 | Crashin' A Party (Lumidee feat. Kool Savas)                         | Z alba Almost Famous                       |
| 2004 | Ok! (Melbeatz feat. Kool Savas & Samy Deluxe)                       | Z alba Rapper's Delight                    |
| 2004 | Bitch! (Wo ist mein Geld?) (Italo Reno & Germany feat. Kool Savas)  | Z alba Hart aber Herzlich                  |
| 2004 | 77 Minutes Of Strugglin´ (Moses Pelham feat. Kool Savas & Illmatic) | Z alba Geteiltes Leid 2                    |
| 2009 | Du hast Recht (Tone feat. Kool Savas)                               | Z alba Phantom                             |
| 2010 | Fly Away (Azad feat. Kool Savas & Francisco)                        | Z alba Azphalt Inferno 2                   |

## Ostatní
- 2006 Ich bin die 1 (exkluzivně pro hudební portál 77store.com)
- 2007 Nie mehr (s Ercandizem a Caputem exkluzivně pro hudební portál 77store.com)
- 2010 Sky is the Limit (s Moe Mitchellem exkluzivně pro o2 Germany)

## Videoklipy
V této sekci je seznam pouze těch videoklipů, ve kterých Kool Savas účinkuje jakožto hlavní interpret.
| Rok  | Název                                                                  | Z alba                                  |
| ---- | ---------------------------------------------------------------------- | --------------------------------------- |
| 2001 | Haus & Boot (feat. Valezka)                                            | Optik Mixtape Volume 1                  |
| 2002 | Intro                                                                  | Der beste Tag meines Lebens             |
| 2002 | Optik Anthem (feat. Eko Fresh & Valezka)                               | Der beste Tag meines Lebens             |
| 2002 | Till' ab Joe                                                           | Der beste Tag meines Lebens             |
| 2002 | Der beste Tag meines Lebens (feat. Valezka)                            | Der beste Tag meines Lebens             |
| 2004 | Die besten Tage sind gezählt (feat. Lumidee)                           | Die besten Tage sind gezählt            |
| 2004 | Da bin, da bleib                                                       | Die besten Tage sind gezählt            |
| 2005 | Monstershit (s Azadem)                                                 | One                                     |
| 2005 | All 4 One (s Azadem – k tomuto tracku byla natočena dvě různá videa)   | One                                     |
| 2005 | Guck my Man (s Azadem)                                                 | One                                     |
| 2005 | Das Urteil                                                             | Die John Bello Story                    |
| 2006 | Das ist OR! (s Optik Army)                                             | Optik Takeover '06                      |
| 2006 | Komm mit mir (s Ercandizem)                                            | Optik Takeover '06                      |
| 2006 | Ich bin die 1                                                          | -                                       |
| 2006 | Come Clean 2006 (s Optik Army, Lumidee & DJ Suavem)                    | Optik Takeover '06                      |
| 2006 | Wie er (s DJ Sweapem & DJ Pfund 500)                                   | Wer hatz erfunden?                      |
| 2007 | Nie mehr hoch/Warnung (s Optik Army)                                   | Optik Takeover '06                      |
| 2007 | Nie mehr (s Ercandizem a Caputem)                                      | -                                       |
| 2007 | Der Beweis (K tomuto tracku byla natočena dvě různá videa)             | Tot oder lebendig                       |
| 2007 | Tot oder lebendig/Mona Lisa                                            | Tot oder lebendig                       |
| 2008 | Melodie (feat. Moe Mitchell & Senna Guemmour)                          | Tot oder lebendig                       |
| 2008 | On Top (feat. Azad)                                                    | Tot oder lebendig                       |
| 2008 | Krone (feat. Franky Kubrick, Moe Mitchell & Amaris)                    | John Bello Story II                     |
| 2008 | Der Beweis Mammut Remix (feat. Various Artists)                        | John Bello Story II                     |
| 2008 | Feuer (feat. Optik Army)                                               | John Bello Story II                     |
| 2009 | Brainwash (feat. Kaas & Sizzlack)                                      | John Bello Story II                     |
| 2009 | Intro (s I.G.O.R.em)                                                   | New Russian Standard                    |
| 2009 | Rapfilm                                                                | John Bello Story II – Brainwash Edition |
| 2009 | Futurama (feat. Moe Mitchell & Alex Prince)                            | John Bello Story II – Brainwash Edition |
| 2009 | Charisma (feat. 40 Glocc)                                              | John Bello Story II                     |
| 2010 | Futurama United Nations Remix (feat. Various Artists)                  | Was hat S.A.V. da vor?                  |
| 2010 | Immer wenn ich rhyme (feat. Olli Banjo, Azad & Moe Mitchell)           | John Bello Story III                    |
| 2010 | Technopilot (feat. Olli Banjo)                                         | John Bello Story III                    |
| 2010 | Rewind (feat. Ying Yang Twins)                                         | John Bello Story III – Essah Edition    |
| 2010 | Rhythmus meines Lebens                                                 | John Bello Story III                    |
| 2010 | Sky is the Limit (feat. Moe Mitchell)                                  | -                                       |
| 2011 | Optimale Nutzung unserer Ressourcen                                    | Aura                                    |
| 2011 | Aura                                                                   | Aura                                    |
| 2011 | Nichts bleibt mehr (feat. Scala & Kolacny Brothers)                    | Aura                                    |
| 2012 | Und dann kam Essah                                                     | Aura                                    |
| 2012 | Nie mehr gehn                                                          | Aura                                    |
| 2012 | Schau nicht mehr zurück (s Xavierem Naidoo)                            | Xavas – Gespaltene Persönlichkeit       |
| 2012 | Wage es zu glauben (s Xavierem Naidoo)                                 | Xavas – Gespaltene Persönlichkeit       |
| 2012 | Warrum rappst du 2012 (feat. Montez, Laas Unltd., DCVDNS & Ben Salomo) | -                                       |
| 2013 | X.A.V.A.S. (s Xavierem Naidoo)                                         | Xavas – Gespaltene Persönlichkeit       |
| 2014 | Matrix                                                                 | Märtyrer                                |
| 2014 | Märtyrer                                                               | Märtyrer                                |